# 紫钟报春
紫钟报春（学名：Primula waltonii），为报春花科报春花属下的一个植物种。